# Nicomedes Santa Cruz
 (mai 2017).
Si vous disposez d'ouvrages ou d'articles de référence ou si vous connaissez des sites web de qualité traitant du thème abordé ici, merci de compléter l'article en donnant les références utiles à sa vérifiabilité et en les liant à la section « Notes et références ».
Nicomedes Santa Cruz Gamarra (Lima, 4 juin 1925 - Madrid, 5 février 1992) est un poète et musicien péruvien. Il a écrit de nombreuses décimas (également connues sous le nom de dizains, il s'agit d'un terme utilisé essentiellement en poésie pour qualifier une suite de dix vers). Il est l'auteur de landos et festejos.
Il est célèbre pour avoir été un acteur majeur du renouveau de la culture afro-péruvienne aux côtés de sa sœur Victoria Santa Cruz (1956-1961).

## Discographie
- Gente Morena (1957)
- Y su Conjunto Cumanana (1959; Canadá, 1994)
- Ingá (1960) Décimas y Poemas (1960)
- Cumanana: Poemas y Canciones (1964)
- Cumanana: Antología Afroperuana (1965,1970)
- Octubre Mes Morado (1964)
- Canto Negro (1968)
- Los Reyes del Festejo (1971)
- América Negra (1972) Nicomedes en Argentina (1973)
- Socabón: Introducción al Folklore Musical y Danzario de la Costa Peruana (1975)
- Ritmos Negros del Perú (1979) Décimas y Poemas Vol.2 (1980)
- España en su Folklore (1987) Décimas y Poemas (2014)